# Глинники (Хмельницкая область)
Глинники (укр. Глинники) — село в Славутском районе Хмельницкой области Украины.
Население по переписи 2001 года составляло 478 человек. Почтовый индекс — 30030. Телефонный код — 3842. Занимает площадь 2,1 км². Код КОАТУУ — 6823980302.

## Известные уроженцы
- Сыщук, Емельян Фёдорович (1913—1944) — советский военачальник, полковник (1944).

## Местный совет
30030, Хмельницкая обл., Славутский р-н, с. Аннополь